# بووی (مریلند)
بووی (به انگلیسی: Bowie) شهری در ایالت مریلند کشور ایالات متحده آمریکا است که جمعیت آن در سرشماری سال ۲۰۱۰ میلادی، ۵۴٬۷۲۷ نفر بوده‌است.